# Jyri Häkämies
Jyri Häkämies (né le 30 août 1961 à Kotka) est un homme politique finlandais.

## Biographie
En 1986, il obtient une maîtrise en science politique de l'université d'Helsinki.
En 1987-1989,  il est secrétaire à l'information du Parti de la coalition  et en 1989-1991 directeur des communications de Kymen Viestintä Oy.
En 1991-1994, il est directeur des ventes de Kymen Sanomat puis de 1994 à 2003 il est directeur général de la chambre de commerce de la vallée de la Kymi.

## Carrière politique
Il est député Kok de la circonscription de Kymi du 24 mars 1999 au 16 novembre 2012.
De 2005 à 2012, il est conseiller municipal de Kotka. 
De 2007 à 2011, il est Ministre de la Défense des gouvernements Kiviniemi et Vanhanen II puis ministre des Affaires économiques du gouvernement Katainen jusqu'en 2012.